# Чінголо біловусий
Чі́нголо біловусий (Peucaea mystacalis) — вид горобцеподібних птахів родини Passerellidae. Ендемік Мексики.

## Опис
Довжина птаха становить 15 см. Голова темно-сіра, горло чорне, від дзьоба відходять білі смуги, що нагадують вуса. На лобі чорна пляма. Верхня частина тіла рудувато-сіра, хвіст і крила чорні. Нижня частина тіла світло-сіра, гузкам біла. Навколо очей біле кільце. Виду не притаманний статевий диморфізм. У молодих птахів на животі є смужки.

## Поширення й екологія
Вусаті чінголо є ендеміками Мексики. Вони мешкають на схід від гір Трансмексиканського вулканічного поясу, від східної частини штату Мехіко до штату Веракрус, а також у південних долинах штату Пуебла. Живуть у сухих місцях, порослих чагарником і кактусами на висоті від 900 до 1900 м над рівнем моря.